# عبد الصمد محروس
عبد الصمد محروس (توفي 5 يونيو 2022م)، هو باحث ومعجمي مصري وخبير في مجمع اللغة العربية في القاهرة.

## نبذة شخصية
كان محروس عضواً في اللجنة الثانية من لجان المعجم الكبير الصادر عن مجمع اللغة العربية في القاهرة.

## أعماله
| اسم الكتاب                              | دار النشر                   | سنة النشر | المراجع |
| --------------------------------------- | --------------------------- | --------- | ------- |
| الفهرس الموضوعي للبحوث اللغوية المجمعية | مجمع اللغة العربية بالقاهرة | 2007      | [ 2 ]   |